# Адобо
Адобо — філіппінський кулінарний термін; спосіб приготування свинини (іноді разом з куркою) — тушкування з оцтом, соєвим соусом та приправами. Подається з рисом; при цьому в тарілку може бути налита підлива, в якій м'ясо готувалося, або ж воно засмажується до хрусткої скоринки й подається сухим. Вважається невід'ємною частиною філіппінської кухні.
Слово «Адобо» запозичене з іспанської мови в якому означає маринад з олії, оцту і приправ. Першим з іспанців, які колонізували Філіппіни, про адобо написав Педро де Сан-Буенавентура; він назвав його «адобо де лос натуралес» (ісп. adobo de los naturales) — воно нагадувало йому іспанську страву з подібними інгредієнтами; проте адобо існувало і до іспанців: тушкування з оцтом — місцевий спосіб зберегти м'ясо свіжим в тропічному кліматі.
Існує безліч різновидів адобо, які готують з кальмарів, риби, морепродуктів, комах (цвіркунів) та овочів. Найпопулярніші перераховані нижче .
- Адобо зі свинини і курки.
- Адобо зі свинини, курки або яловичини з відваром  аннатто [en] замість соєвого соусу; винайдено в Батангасі.
- «Адобо са гата» — південно-Лусонський різновид з кокосовим молоком та зеленим чилі.
- «Адобонг путі» (біле адобо) — різновид без соєвого соусу й лаврового листа.
- «Адобонг пусо нг сагінг» — овочеве адобо з квіток банана в оцті з креветковою пастою. Походить з Кавіте.
- «Адобонг малутонг» (хрустке адобо) — повторно приготовані залишки адобо, їх смажать в гарячій олії до хрусткої скоринки.
- «Адобонг пусіт» (адобо з кальмара) — кальмар, смажений в оцтово-соєвому соусі з додаванням  чорнила.
- «Апан-апан адобабо» — хілігайнонське вегетаріанське адобо з водяним шпинатом.

Адобо готують в невеликих керамічних горщиках або в сучасному посуді — сотейниках і пательні-вок.

## Галерея

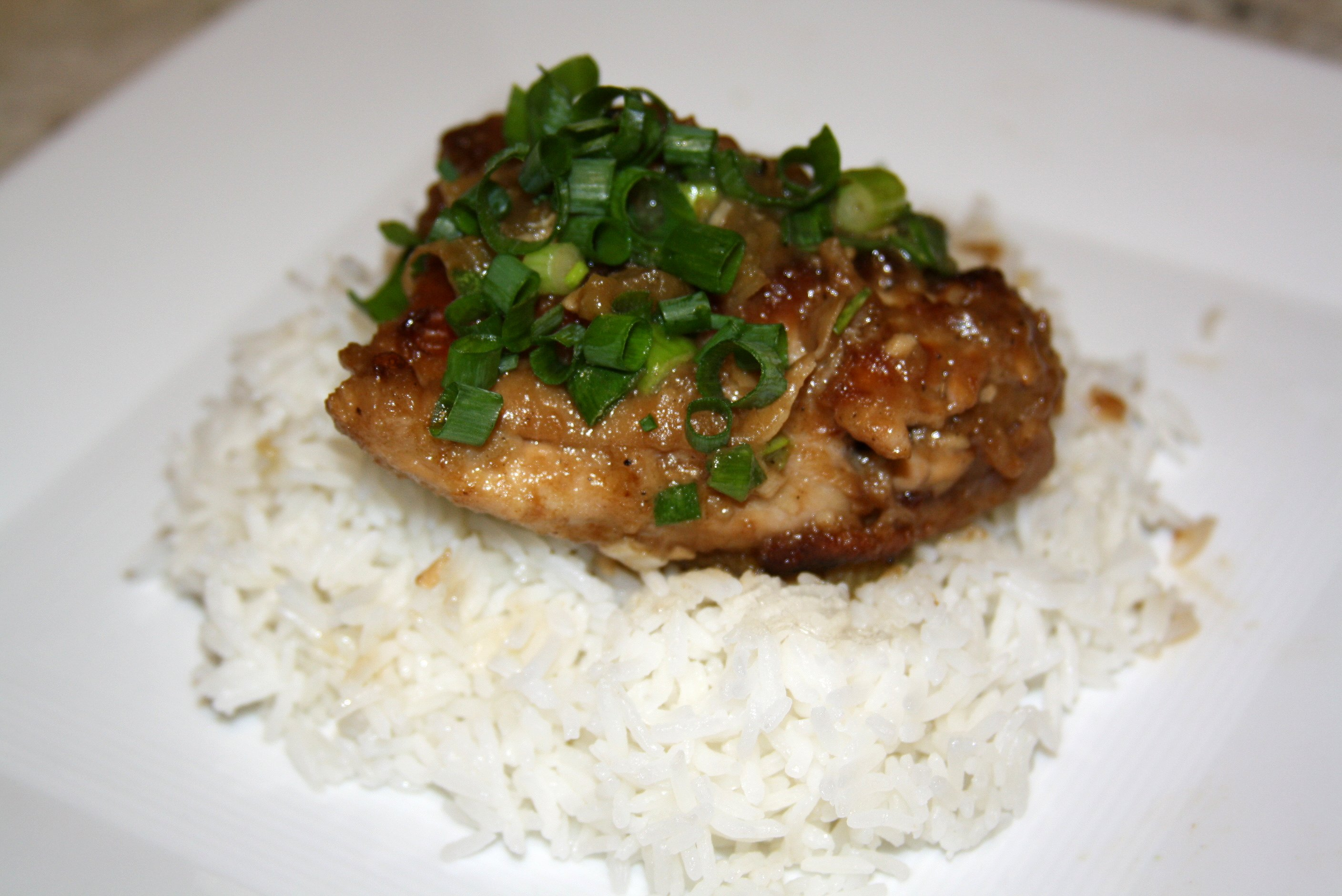
Куряче адобо з рисом
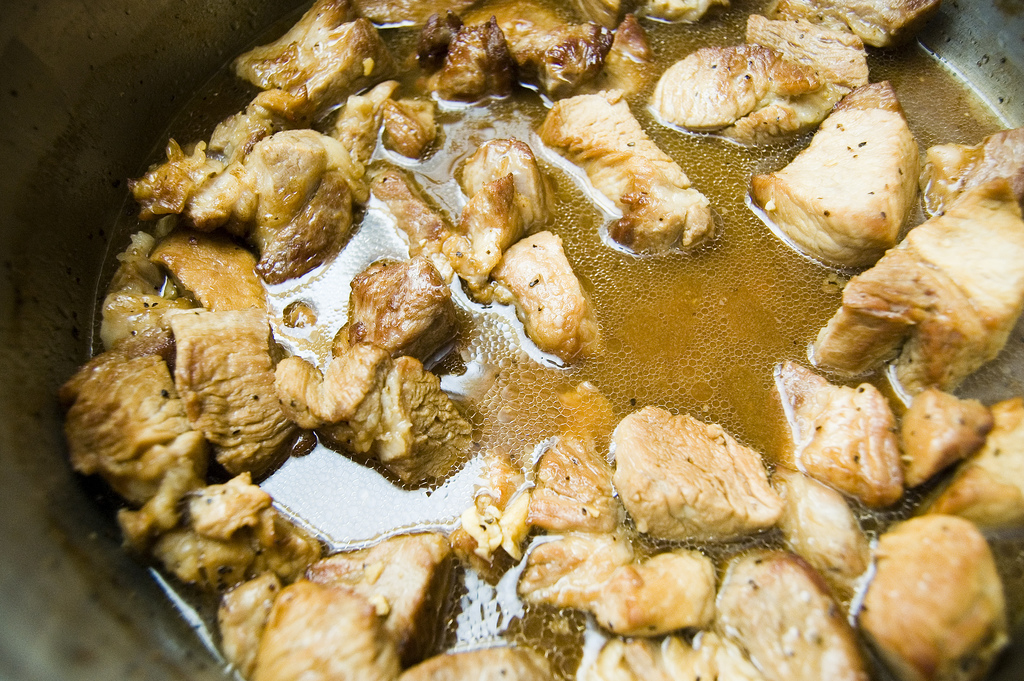
Свиняче адобо у воці